# موک-دونگ
موک-دونگ (به لاتین: Mok-dong) یک منطقهٔ مسکونی در کره جنوبی است که در Yangcheon District واقع شده‌است.